# Nikolaj Petrov (rychlobruslař)
Nikolaj Ivanovič Petrov (rusky Николай Иванович Петров; 12. listopadu 1911 Petrohrad – 21. srpna 1997 Petrohrad) byl sovětský rychlobruslař a cyklista.
Od roku 1939 startoval na sovětských šampionátech v rychlobruslení, přičemž v letech 1944 a 1946 se stal sovětským mistrem. V mezinárodních závodech debutoval v roce 1946, po skončení druhé světové války. Na neoficiálním evropském šampionátu toho roku se umístil na třetí příčce. V roce 1948 se poprvé zúčastnil Mistrovství světa. Poslední závod absolvoval v roce 1953.
Věnoval se také cyklistice, v roce 1945 se stal dvojnásobným sovětským šampionem.